# Giuseppe Tosi
Giuseppe Tosi (ur. 25 maja 1916 w Borgo Ticino, zm. 10 lipca 1981 w Rzymie) – włoski lekkoatleta dyskobol, medalista olimpijski z Londynu z 1948.
W toku swojej kariery Tosi rywalizował głównie ze swym rodakiem Adolfo Consolinim. Na igrzyskach olimpijskich w 1948 w Londynie zdobył srebrny medal, podobnie jak ma mistrzostwach Europy w 1946 w Oslo, mistrzostwach Europy w 1950 w Brukseli i mistrzostwach Europy w 1954 w Bernie, za każdym razem przegrywając właśnie z Consolinim. Na igrzyskach olimpijskich w 1952 w Helsinkach zajął 8. miejsce w finale.
Zwyciężył w rzucie dyskiem na pierwszych igrzyskach śródziemnomorskich w 1951 w Aleksandrii. Pięciokrotnie zdobywał mistrzostwo Włoch: w 1943, 1946, 1947, 1948 i 1951.
18 lipca 1948 w Perugii odebrał Consoliniemu rekord Europy wynikiem 54,78 m, który poprawił 22 sierpnia tego roku w Mediolanie na 54,80 m, by utracić rekord na rzecz Consoliniego 12 września tego samego roku (Consolini rzucił na odległość 54,89 m).
Rekord życiowy Tosiego w rzucie dyskiem wynosił 54,80 m i został ustanowiony 22 sierpnia 1948 w Mediolanie.